# Sant Feliu de Beuda
Sant Feliu de Beuda és un monument del municipi de Beuda (Garrotxa) protegit com a bé cultural d'interès local.

## Descripció
Construcció romànica del segle xii, de planta irregular, més estreta en la part davantera que en la del darrere. Al costat sud s'hi va annexionar posteriorment la sagristia. La part més destacable del temple és a ponent, on hi ha la porta d'entrada i tres finestres simètricament situades, una damunt la porta i les altres, menys enlairades, a cada un dels extrems i a l'alçada de les naus laterals. El campanar era originàriament una espadanya de doble obertura, convertit en torre sobrealçada i amb teulat a dues vessants. Guarda una campana datada de l'any 1754, fosa a Torredonjimeno (Jaén). L'accés al campanar es fa mitjançant una escala de pedra adossada al mur del costat nord.
La pica baptismal d'immersió data del segle xii, és la peça artística més valuosa que conté l'església. Està ornada amb elements florals, arcuacions cegues i quatre figures en relleu, relacionades aquestes amb el paisatge bíblic del pecat original.
El forrellat de la porta d'ingrés, té un acabat en forma de cap de dragó i està ornamentat amb diferents motius geomètrics. La porta d'entrada a l'església està formada per arcs en degradació, sostinguts per columnes i coronades per dobles capitells esculpits. Conserva restes de ferramenta romànica.

## Història
La primera notícia que es té, la "…parrochia S. Felicis cijus domus est fundata in villa Beutte…", correspon a un document de l'any 1004, en el qual s'hi transcriu un judici celebrat a Besalú entre els comtes Bernat Tallaferro i el bisbe de Girona Odó, reclamant aquest darrer la possessió de la parròquia. No fou aquesta la darrera vegada que hi hagué conflictes entre el bisbat gironí i el poder civil en relació amb la propietat de l'església de Beuda. Cinquanta anys més tard, vers el 1058, el prelat Berenguer Wifred demanà altra vegada la restitució de la parròquia, petició que fou atesa per la comtessa Ermessenda. Se cita "l'Ecclesia de Beuda" l'any 1279 i "l'ecclesia de Bauda" l'any 1280 a les Rationes Decimarum Hispaniae i la "ecclesia parrochiale sancti Felicis de Beuda" en els nomenclàtors del segle xv.